# Clitourps
Clitourps ist eine französische Gemeinde mit 228 Einwohnern (Stand 1. Januar 2022) im Département Manche in der Region Normandie. Die Einwohner nennen sich „Clitourpais“.

## Geographie
Clitourps liegt auf der Halbinsel Cotentin im armorikanischen Massiv. Die angrenzenden Gemeinden sind Varouville, Tocqueville, Saint-Pierre-Église, Théville, Valcanville, Canteloup, Théville und Brillevast.

## Toponymie
Clitourps leitet sich aus dem skandinavischen ab. Vgl. dt. Kliff, vgl. dt. Dorf.

## Geschichte
Laut Léopold Delisle war Clitourps die Heimat der Famille Prevel, dessen Mitglied Regnouf 1066 mit Wilhelm nach England zog.

## Bevölkerungsentwicklung
| Jahr      | 1962 | 1968 | 1975 | 1982 | 1990 | 1999 | 2009 | 2018 |
| Einwohner | 183  | 175  | 135  | 145  | 140  | 138  | 197  | 217  |

## Wirtschaft

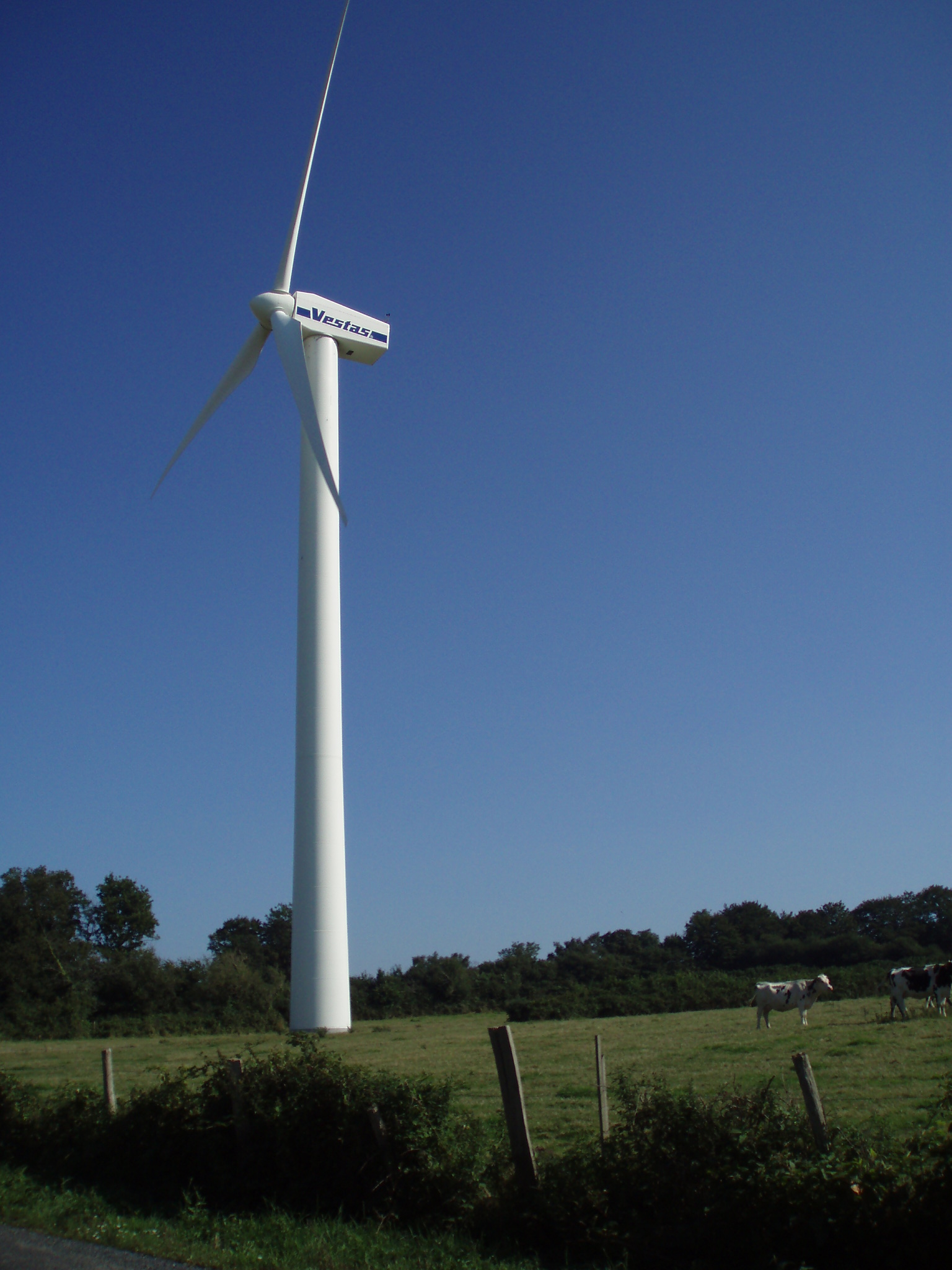
Windrad in der Nähe von Clitourps

Die Windfarm Clitourps ist ein von EDF énergies nouvelles betriebener Windpark.

## Sehenswürdigkeiten
- Gutshaus Fontenay aus dem 17. Jahrhundert wurde in die Liste der historischen Denkmäler aufgenommen[3].

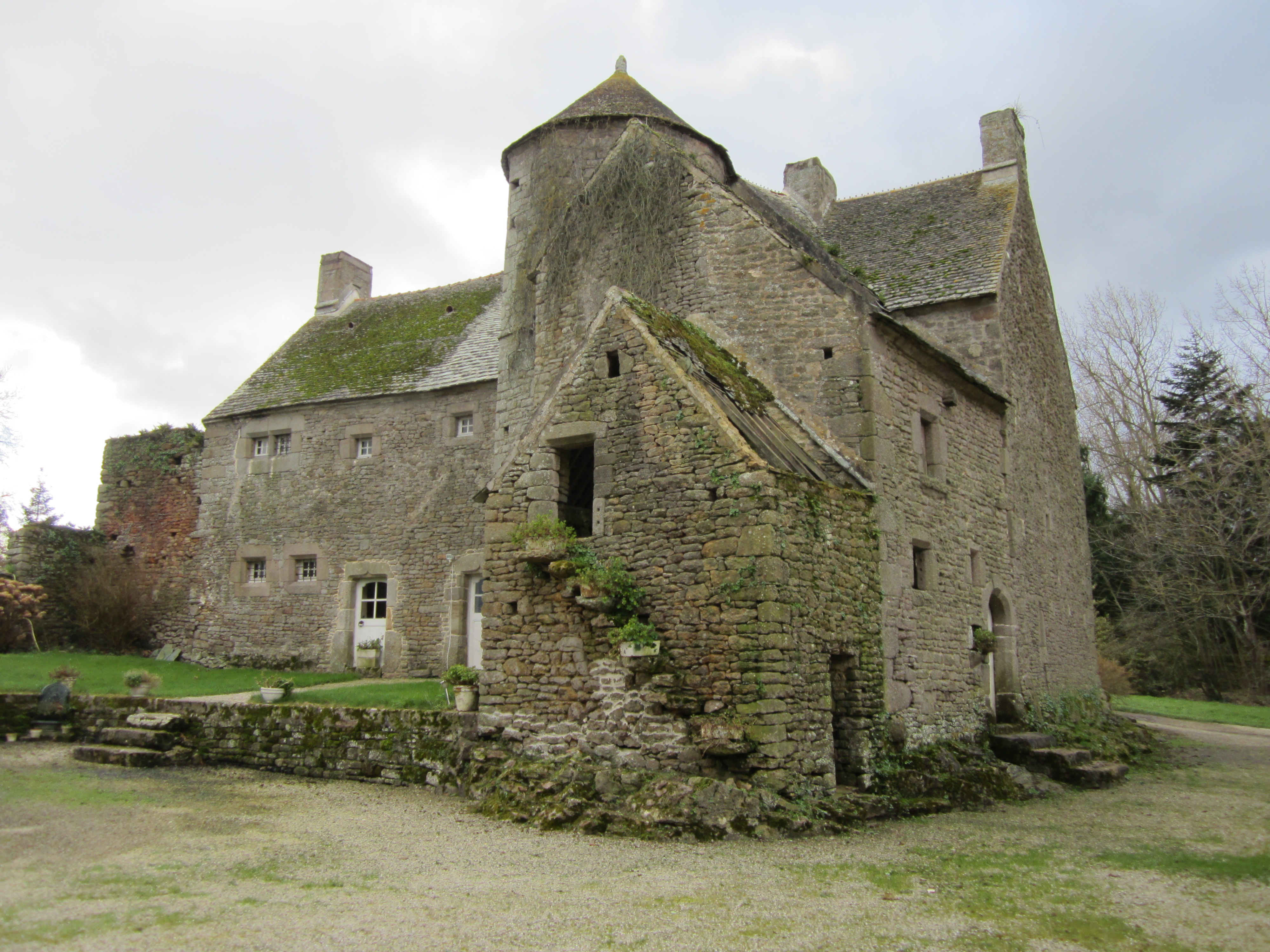
Gutshaus Fontenay

- Kirche Notre-Dame 18. Jahrhundert